# Frederick Currey
Frederick Currey (ur. 3 maja 1849 w Kent, zm. 18 grudnia 1896 w Marylebone) – angielski rugbysta grający w formacji młyna, reprezentant kraju, sędzia i działacz sportowy.
Wystąpił w jednym spotkaniu angielskiej reprezentacji, przeciw Szkotom 5 maja 1872 roku. Piętnaście lat później sędziował mecz Szkocja–Walia w ramach Home Nations Championship 1887.
Jako przedstawiciel Marlborough Nomads wziął w 1871 roku udział w założeniu Rugby Football Union, pełniąc następnie różne funkcje w związku, w tym prezesa w latach 1884–1886.